# Nannocharax
Nannocharax is een geslacht van straalvinnige vissen uit de familie van de hoogrugzalmen (Distichodontidae).

## Soorten
- Nannocharax altus Pellegrin, 1930
- Nannocharax ansorgii Boulenger, 1911
- Nannocharax brevis Boulenger, 1902
- Nannocharax elongatus Boulenger, 1900
- Nannocharax fasciatus Günther, 1867
- Nannocharax fasciolaris Nichols & Boulton, 1927
- Nannocharax gracilis Poll, 1939
- Nannocharax hollyi Fowler, 1936
- Nannocharax intermedius Boulenger, 1903
- Nannocharax latifasciatus Coenen & Teugels, 1989
- Nannocharax lineomaculatus Blache & Miton, 1960
- Nannocharax luapulae Boulenger, 1915
- Nannocharax macropterus Pellegrin, 1926
- Nannocharax maculicauda Vari & Géry, 1981
- Nannocharax micros Fowler, 1936
- Nannocharax niloticus Joannis, 1835
- Nannocharax occidentalis Daget, 1959
- Nannocharax ogoensis Pellegrin, 1911
- Nannocharax parvus Pellegrin, 1906
- Nannocharax procatopus Boulenger, 1920
- Nannocharax pteron Fowler, 1936
- Nannocharax reidi Vari & Ferraris, 2004
- Nannocharax rubrolabiatus Van den Bergh, Teugels, Coenen & Ollevier, 1995
- Nannocharax schoutedeni Poll, 1939
- Nannocharax signifer Moritz, 2010
- Nannocharax taenia Boulenger, 1902
- Nannocharax usongo Dunz & Schliewen, 2009
- Nannocharax zebra Dunz & Schliewen, 2009